# Marcella De Marchis
Marcella De Marchis, née à Rome le 17 janvier 1916 et morte à Sarteano le 24 février 2009, est une décoratrice et costumière italienne.

## Biographie
Marcella De Marchis a épousé Roberto Rossellini en 1936. Ils ont eu deux fils, Romano et Renzo.
À partir des années 1960, elle exerce une activité de costumière de cinéma. Elle a créé des costumes pour de nombreux films des années 60, dont Théorème de Pier Paolo Pasolini en 1968.

## Filmographie
- 1961 : Viva l'Italia de Roberto Rossellini
- 1962 : L'Amnésique de Collegno (Lo smemorato di Collegno) de Sergio Corbucci
- 1962 : Âme noire de Roberto Rossellini
- 1963 : Totò sexy de Mario Amendola
- 1965 : Navajo Joe de Sergio Corbucci
- 1967 : Le Dernier Tueur (L'ultimo killer) de Giuseppe Vari
- 1968 : Le Greco (El Greco) de Luciano Salce
- 1968 : Théorème de Pier Paolo Pasolini
- 1969 : Les Actes des Apôtres (Atti degli apostoli), mini-série télévisée de Roberto Rossellini
- 1970 : Socrate de Roberto Rossellini
- 1971 : Blaise Pascal de Roberto Rossellini
- 1971 : Trastevere de Fausto Tozzi
- 1972 : Augustin d'Hippone (Agostino d'Ippona), mini-série télévisée de Roberto Rossellini
- 1973 : L'età di Cosimo de Medici (1973), téléfilm
- 1974 : L'An un (1974), téléfilm
- 1974 : Descartes (Cartesius), mini-série télévisée de Roberto Rossellini
- 1975 Le Messie
- 1984 : Così parlò Bellavista